# Platynowa płyta (album Wandy i Bandy)
Platynowa Płyta – album kompilacyjny grupy Wanda i Banda, wydany w 2003 roku nakładem Pomaton EMI i Box Music.

## Lista utworów
1. „Nie będę Julią” – 3:43
2. „Para goni parę” – 3:46
3. „Fabryka marzeń” – 3:50
4. „Mamy czas” – 4:33
5. „Cała biała” – 2:43
6. „Siedem życzeń” – 3:52
7. „6.22” – 2:55
8. „Stylowe ramy” – 3:31
9. „Dziewczyny zgubią cię” – 3:17
10. „Kochaj mnie miły” – 3:22
11. „Hi-Fi” – 4:42
12. „Chcę zapomnieć” – 4:07
13. „Te noce są gorące” – 3:43
14. „Kanonady, galopady” – 3:36
15. „Kaktus” – 3:35

Bonus:
1. „Te noce są gorące” (teledysk)
2. „Kanonady, galopady” (teledysk)

## Single
| Data wydania | Tytuł                | WR |
| ------------ | -------------------- | -- |
| 2001         | „Te noce są gorące”  | 12 |
| 2001         | „Kanonady, galopady” | 1  |
| 2003         | „Kaktus”             | 7  |

## Twórcy
Zespół
- Wanda Kwietniewska – wokal
- Marek Raduli – gitara
- Jacek Krzaklewski – gitara
- Henryk Baran – gitara basowa
- Mieczysław Jurecki – gitara basowa
- Mirosław Łęczyński – gitara basowa
- Andrzej Tylec – perkusja
- Marek Kapłon – perkusja
- Wojciech Morawski – perkusja
- Lesław Matecki – gitara
- Tomek Bidiuk – instrumenty klawiszowe
- Piotr Płecha – gitara basowa
- Piotr Cugowski – chórki
- Wojtek Cugowski – chórki
- Piotr Sztajdel – chórki
- Krzysztof Patocki – perkusja
- Tomek Gołąb – gitara basowa

Personel
Realizatorzy nagrań: Jacek Mastykarz, Piotr Madziar, Mikołaj Wierusz, Włodzimierz Kowalczyk, Piotr Bańka, Tomek Bidiuk, Mietek Felecki.
Studia nagrań: Teatr STU - Kraków, Polskie Radio - Szczecin, Studio Malachitowa - Warszawa, Tonpress - Warszawa, Studio Hendrix - Lublin, Bond Studio - Lublin, Q-Sound Studio - Warszawa.